# Thomas Lupo
Thomas Lupo (1571 – Londra, 1627) è stato un gambista e compositore inglese attivo nella tarda età elisabettiana e nell'età giacobita. Assieme a Orlando Gibbons, John Cooper e Alfonso Ferrabosco, fu fra i principali sviluppatori del repertorio musicale per consort di viole.

## Biografia
Non si conosce la sua data di nascita ma si sa che venne battezzato il 7 agosto 1571. Era discendente da una famiglia di musicisti da diverse generazioni. Suo padre era Joseph Lupo, un suonatore di strumenti a corda e compositore, originario di Venezia, che si trasferì prima ad Anversa e poi a Londra. Thomas nacque probabilmente nella capitale inglese. 
Nel 1588 Thomas entrò nel consort alla corte della regina Elisabetta I – all'età di 16 anni – ma non venne pagato fino al 1591.  Thomas detenne questo posto, o impiego simile, per il resto della sua vita. Durante l'era di Giacomo I, fu al servizio del Enrico (dopo il 1610) e del principe Carlo (dopo il 1617).
Una fonte del 1627 indica che era in difficoltà finanziarie e dovette cedere 100 sterline del suo reddito futuro per pagare i suoi creditori: la fonte prosegue affermando che la moglie tentò di impedirgli di farlo, agendo in maniera violenta.
Morì a Londra, probabilmente nel dicembre 1627.

## Musica e influenze
Lupo fu una delle figure principali nello sviluppo del repertorio per consort di viole ed anche un compositore importante di musica sacra vocale. Probabilmente scrisse una notevole quantità di musica per l'ensemble di violini di corte, però quasi nessuno di essi è pervenuto a noi. Alcuni studiosi hanno ipotizzato che la gran parte del repertorio anonimo esistente sia da attribuire al Lupo.
La maggior parte della musica per viole che Lupo compose, per due, tre, quattro, cinque e sei strumenti, risale al periodo in cui era al servizio del principe Carlo. Molti dei pezzi utilizzano uno stile contrappuntistico che ricorda quello madrigalistico italiano, in particolare i pezzi per cinque e sei viole: in particolare ha imitato lo stile di Marenzio, le cui opere erano ben note in Inghilterra, dopo che esse erano ben presenti in Musica transalpina di Nicholas Yonge (1588) che diede il via alla moda di madrigali in Inghilterra.
La sua musica per e quattro strumenti è più sperimentale, usando spesso combinazioni rare in altri compositori del tempo, come i tre bassi insieme o tre alti insieme. Alcune delle musiche erano composte per essere accompagnate dall'organo.
Fra le composizioni strumentali scritte da Lupo vi erano Fantasie (12 per le sei parti, 35 per cinque, 13 per quattro e 24 per tre), pavane, gagliarde e allemande. Alcune delle fantasie sono trascrizioni da madrigali italiani.